# Chino Masako

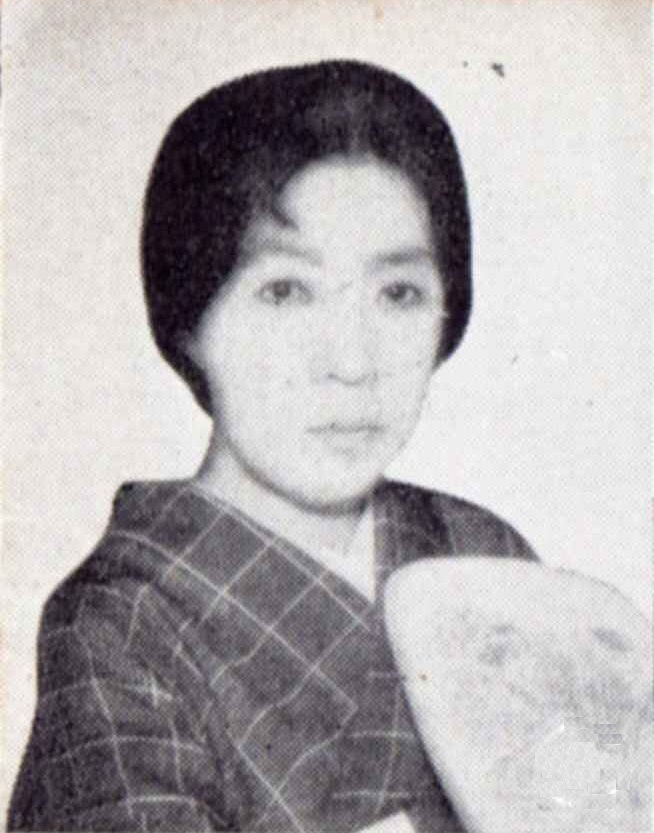
Masako Chino

Chino Masako (japanisch 茅野 雅子; Mädchenname: Masuda Masako (増田 雅子); * 6. Mai 1880 im Stadtteil Doshō, Osaka; † 2. September 1946) war eine japanische Lyrikerin.

## Leben
Ab 1900 beteiligte sie sich an der „Gesellschaft für neue Lyrik“ (新詩社, Shinshisha) und veröffentlichte Beiträge in der Literaturzeitschrift Myōjō. Chino studierte an der Nihon Joshi Daigaku Germanistik und unterrichtete dort nach einem Studienaufenthalt in Europa als Professorin. Sie war mit dem Germanisten und Übersetzer Chino Shōshō verheiratet und wurde selbst als Lyrikerin bekannt. Mit Yosano Akiko und Yamakawa Tomiko veröffentlichte sie 1905 den Gedichtband Koigoromo (恋衣). Sie beteiligte sich zusammen mit Kitahara Hakushū, Yoshii Isamu und Ishikawa Takuboku an der Zeitschrift Subaru und veröffentlichte Tanka und Essays in Frauenzeitschriften wie der Zeitschrift „Blaustrümpfe“ (青鞜, Seitō).

## Werke
- Koigoromo (恋衣) – Gedichtanthologie
- Kinshashū (金沙集) – Gedichtanthologie
- Asa no kajitsu (朝の果實) – Essaysammlung